# Красная Звезда (Орловский район)
Красная Звезда — посёлок в Орловской области России. 
В рамках административно-территориального устройства входит в Большекуликовский сельсовет Орловского района, в рамках организации местного самоуправления — в Орловский муниципальный округ.

## География
Расположен в 15 км от восточных окраин города Орла.

## Население
| 2002 | 2010 |
| ---- | ---- |
| 643  | ↘631 |

Согласно результатам переписи 2002 года, в национальной структуре населения русские составляли 95 % от жителей.

## История
С 2004 до 2021 гг. в рамках организации местного самоуправления посёлок входил в Большекуликовское сельское поселение, упразднённое вместе с преобразованием муниципального района со всеми другими поселениями путём их объединения в Орловский муниципальный округ.